# Jim Dunbar
Jim Dunbar (nascido em 1929 em Dearborn, Michigan) (falecido em 23 de abril de 2019) foi um diretor americano de programa de rádio, apresentador de programas e pivot de telejornal que ajudou a aumentar a audiência da KGO (AM) para o top 5 com o seu formato único de programas/notícias. KGO teve sucesso consistente no top 5 depois de 1963 e foi número 1 por um período de tempo depois de 1978, aumentando até cerca de 2009.
Para além do seu trabalho de rádio, ele também apresentou o popular programa da manhã A. M. San Francisco na KGO-TV (Channel 7) durante muitos anos começando em 1965. Dunbar é protagonizado pelo actor Tom Verica no filme de 2007 Zodiac, numa cena onde o Assassino do Zodíaco liga para a transmissão de Dunbar (isto é uma simulação da transmissão real, com Dunbar a receber o convidado Melvin Belli) em Outubro de 1969.
Dunbar graduou-se pelo Liceu de Fordson em 1947 em Dearborn, Michigan, e mais tarde trabalhou como DJ em WXYZ Detroit, Michigan, WDSU New Orleans, Louisiana e WLS (AM) Chicago antes de ir para oeste para a KGO em 1963. Dunbar trabalhou na KGO da ABC (rádio e televisão) pelos 37 anos seguintes, reformando-se em 2000. Foi eleito para o Passeio da Fama da Rádio Nacional em 1999, e para o Passeio da Fama da Rádio de Bay Area (turma de 2006) em 2006 como membro da primeira turma a ser eleita.